# Bănești (Prahova megye)
Bănești község és falu Prahova megyében, Munténiában, Romániában. A hozzá tartozó település Urleta.

## Fekvése
A megye nyugati részén található, a megyeszékhelytől, Ploieștitől, huszonkilenc kilométerre északnyugatra, a Prahova és a Doftana folyók mentén.

## Története
1241 és 1245 között a mai község közelében álló település, Siliștea a tatárok támadásai során teljesen elpusztult. Ezt követően jött létre a mai helyén Bănești.
A 19. század második felében építették a Doftana folyón átívelő hidat.
A 19. század végén a község neve Urleta volt, ugyanis akkoriban ez a település volt a községközpont, Bănești pedig egy alárendelt falu volt. Ebben az időszakban Prahova megye Prahova járásához tartozott, 1433 lakossal. A község tulajdonában volt egy-egy templom mindkét településen valamint egy iskola Bănești-en.
1925-ös évkönyv szerint 1703 lakosa volt.
1931-ben a községet megszüntették, Bănești Câmpina városának az irányítása alá került, Urleta-t pedig Mislea községhez csatolták.
1950-ben közigazgatási átszervezés alapján, mindkét falu a Prahova-i régió Câmpina rajonjához került, majd 1952-ben a Ploiești régióhoz csatolták őket.
1968-ban ismét megyerendszert vezettek be az országban, ekkor hozták létre Bănești községet és alárendelték Urleta falut. A új község az ismét létrehozott Prahova megye része lett.
Aurel Vlaicu erdélyi román mérnök, feltaláló, a repülés egyik úttörője, 1913. szeptember 13-án Bănești közelében a Vlaicu II nevű gépével lezuhant és életét veszítette.

## Lakossága
| Nemzetiségek | 2002 | 2002   |
| ------------ | ---- | ------ |
| Románok      | 5723 | 99,82% |
| Romák        | 8    | 0,13%  |
| Görögök      | 1    | 0,01%  |
| Zsidók       | 1    | 0,01%  |
| Összesen     | 5733 | 100,0% |

## Látnivalók
- „Sfinții Voievozi” ortodox fatemplom - 1760-ban épült.
- Aurel Vlaicu szobra